# ベスト・オブ・エネミーズ -価値ある闘い-
『ベスト・オブ・エネミーズ 〜価値ある闘い〜』（原題: The Best of Enemies）は、2019年に公開されたアメリカ合衆国のドラマ映画である。監督はロビン・ビセル、主演はタラジ・P・ヘンソンとサム・ロックウェルが務めた。
本作はオシャ・グレイ・デヴィッドソンが1996年に発表したノンフィクション『The Best of Enemies: Race and Redemption in the New South』を原作としている。なお、本作はビセルの映画監督デビュー作でもある。
本作は日本国内で劇場公開されなかったが、2019年12月4日にデジタル配信がなされた。

## 概略
1971年、ノースカロライナ州ダーラム。同地の学校では人種隔離政策が取られており、白人の児童の教室と黒人の児童の教室が分かれていた。それに異を唱える住民とそれを支持する住民たちの対立は深まる一方であった。事態を重く見た役所はアン・アトウォーター（人種隔離に反対する公民権運動家）とC・P・エリス（人種隔離に賛成するKKKの幹部）を招いて協議の場を設けた。
「白人男性のKKK幹部と黒人女性の公民権運動家が議論したところで、すれ違いに終わるだけだ」と誰もが思っていた。しかし、アトウォーターとエリスは共にブルーカラー層の出身で、家族トラブルを抱えているという共通項を有しており、そのために奇妙な友情が芽生えた。それが2人の人生だけではなく、ダーラムの未来をも大きく変えることとなった。

## キャスト
※括弧内は日本語吹替（Netflixで配信）
- アン・アトウォーター（英語版） - タラジ・P・ヘンソン（浅野まゆみ）
- C・P・エリス（英語版） - サム・ロックウェル（内田夕夜）
- ビル・リディック - バボー・シーセイ（英語版）（野川雅史）
- メアリー・エリス - アン・ヘッシュ
- フロイド・ケリー - ウェス・ベントリー
- ガーランド・キース - ニック・サーシー（早川毅）
- カーヴィー・オールダム - ブルース・マッギル（堀越富三郎）
- リー・トロンブリー - ジョン・ギャラガー・Jr
- ワイリー・イェーツ - ニコラス・ローガン
- ハワード・クレメント - ギルバート・グレン・ブラウン
- マディ・メイズ - ケイトリン・メナー
- ビル・アトキンス市会議員 - ドラン・ウィルソン

- 日本語吹替版その他：上住谷崇、おまたかな、佐々木祐介、近松孝丞、篠田有香、草野峻平、橋爪千明、上野翔、上田佳耶、松平春香、馬場蘭子
- 日本語吹替版制作スタッフ 演出：多部博之、翻訳：葛馬麻衣子、調整：宮崎愛菜、制作：グロービジョン

## 製作
2015年6月24日、タラジ・P・ヘンソンが本作に出演することになったとの報道があった。2017年5月22日、本作の主要撮影がジョージア州で始まった。6月22日、ケイトリン・メーナーがキャスト入りした。

## 公開・マーケティング
2018年7月16日、STXエンターテインメントが本作の全米配給権を購入したと報じられた。10月11日、本作のオフィシャル・トレイラーが公開された。

## 興行収入
本作は『シャザム!』及び『ペット・セメタリー』と同じ週に封切られ、公開初週末に500万ドル前後を稼ぎ出すと予想されていたが、その予想は的中した。2019年4月5日、本作は全米1705館で公開され、公開初週末に445万ドルを稼ぎ出し、週末興行収入ランキング初登場7位となった。この数字はSTXエンターテインメント配給作品としては異例の低さであった。

## 評価
本作に対する批評家からの評価は平凡なものに留まっている。映画批評集積サイトのRotten Tomatoesには66件のレビューがあり、批評家支持率は52%、平均点は10点満点で6.02点となっている。サイト側による批評家の見解の要約は「『ベスト・オブ・エネミーズ 〜価値ある闘い〜』の製作意図は素晴らしいものだが、視点の問題と洞察の不足のために、あらぬ方向へ行ってしまった。」となっている。また、Metacriticには25件のレビューがあり、加重平均値は49/100となっている。なお、本作のCinemaScoreはAとなっている。